# Беляевка (Херсонская область)
Беля́евка (укр. Біляївка) — село в Новоалександровской сельской общине Бериславского района Херсонской области Украины.
Почтовый индекс — 74221. Телефонный код — 5533. Код КОАТУУ — 6524180501.

## Население
Население по переписи 2001 года составляло 699 человек.

### Языковой состав
Родной язык населения по данным переписи 2001 года:
| Язык       | Численность, чел. | Доля     |
| ---------- | ----------------- | -------- |
| Украинский | 678               | 97,00 %  |
| Русский    | 21                | 3,00 %   |
| Итого      | 699               | 100,00 % |

## Местный совет
74211, Херсонская обл., Нововоронцовский р-н, с. Беляевка, ул. Ленина, 10